# Sven-Christian Kindler

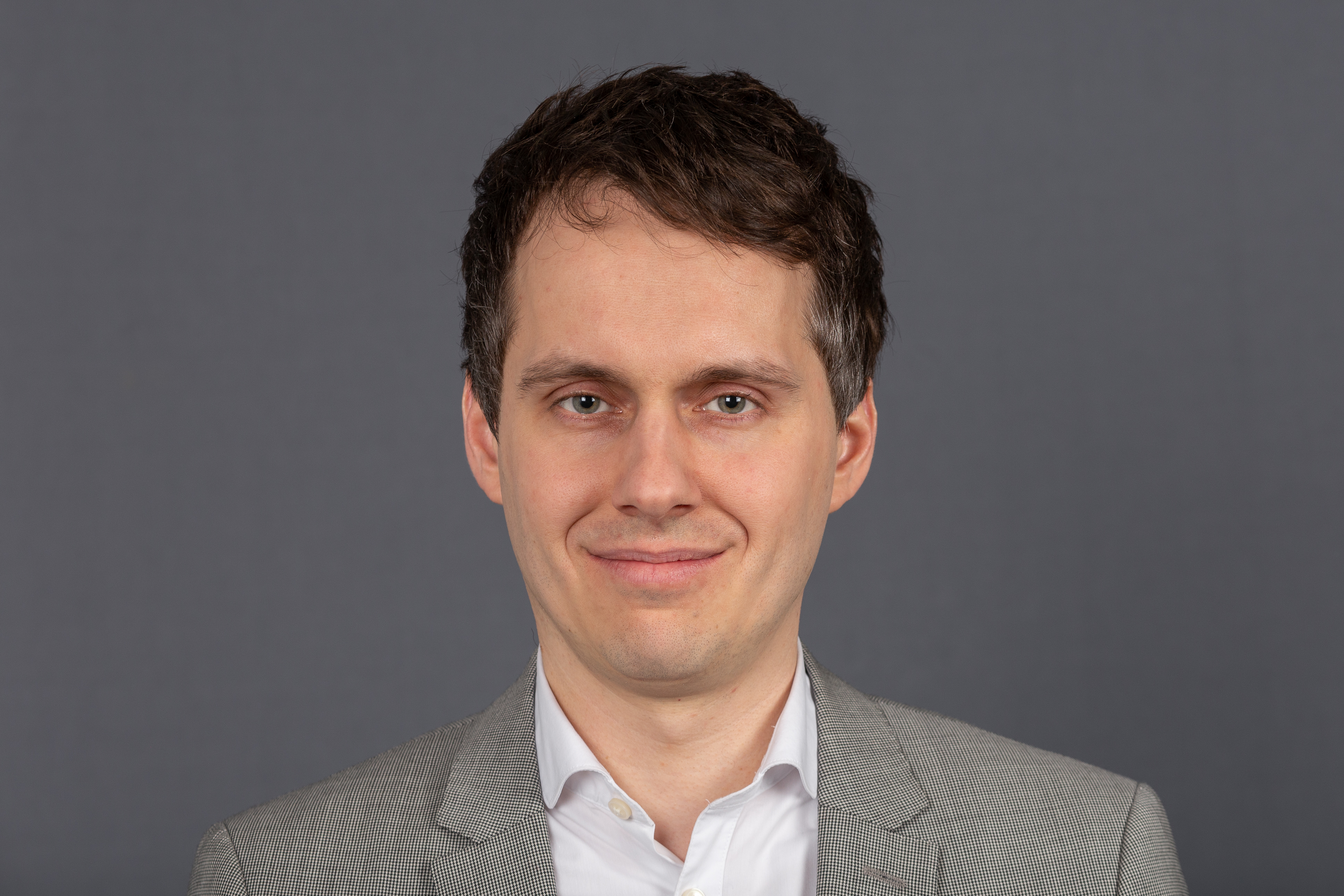
Sven-Christian Kindler (2020)

Sven-Christian Kindler (* 14. Februar 1985 in Hannover) ist ein deutscher Politiker (Bündnis 90/Die Grünen). Er war von 2009 bis 2025 Mitglied des Deutschen Bundestages und war von 2007 bis 2009 Sprecher der Grünen Jugend Niedersachsen.

## Ausbildung und Beruf
Nach dem Abitur 2004 an der Käthe-Kollwitz-Schule (Hannover) absolvierte Kindler ein Duales Studium der Betriebswirtschaftslehre an der Leibniz-Akademie Hannover und bei der Bosch Rexroth Pneumatics GmbH, das er 2007 mit dem Bachelorgrad als Betriebswirt beendete. Zur Ausbildung gehörte unter anderem auch ein Praktikum in Stockholm. Von 2007 bis 2009 arbeitete er im Unternehmenscontrolling der Bosch Rexroth Pneumatics GmbH.

## Parteikarriere

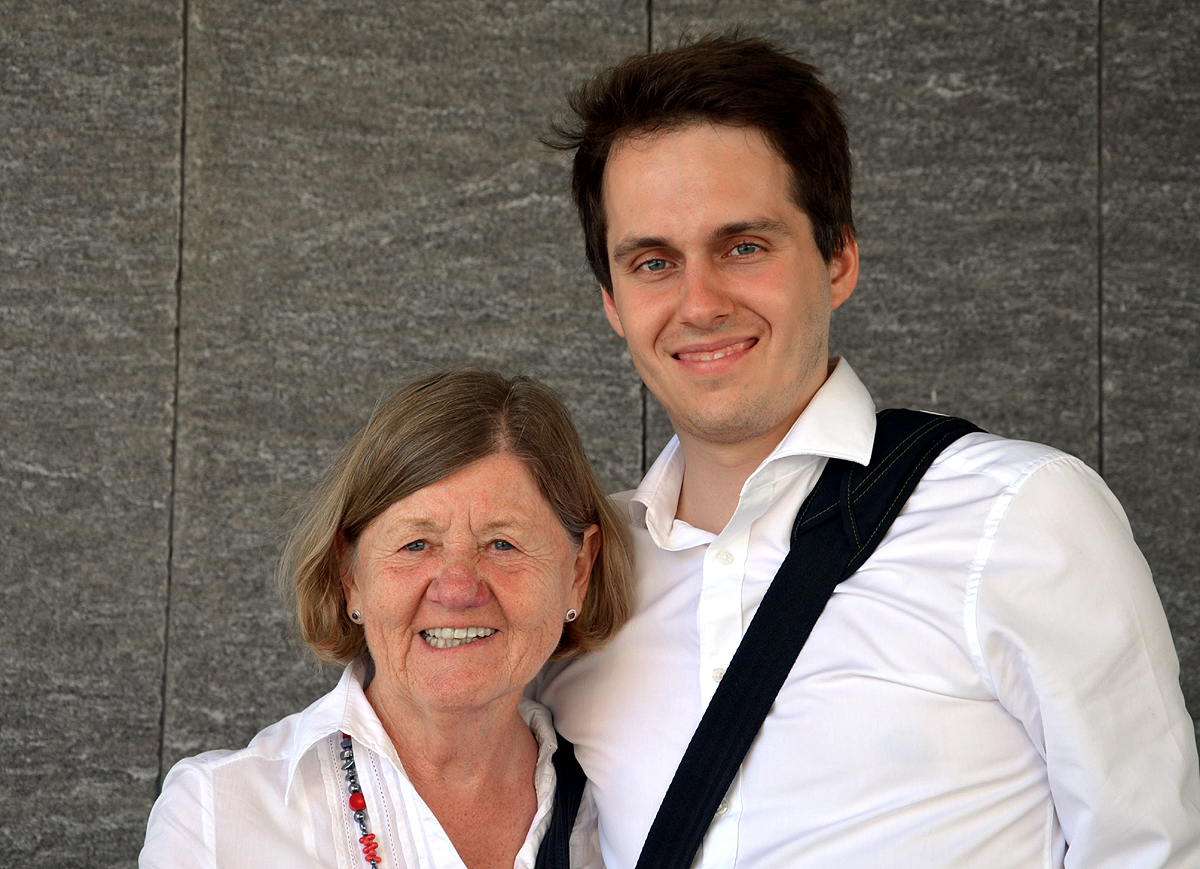
2013 im Projekt Jung und älter zusammen in der Politik: Sven-Christian Kindler (rechts) mit der ehemaligen Bürgermeisterin Ingrid Lange

Seit 2003 ist Kindler bei der Grünen Jugend und der Partei Bündnis 90/Die Grünen aktiv. Von 2006 bis 2007 war er Schatzmeister im Landesvorstand der Grünen Jugend Niedersachsen, von 2007 bis 2009 war er deren Sprecher. Zudem war er von 2006 bis 2009 Mitglied des Parteirats der Grünen Niedersachsen und war Mitglied der zentralen Wahlkampfkommission während der Niedersächsischen Landtagswahl 2008. Kindler gehörte der Verhandlungskommission an, die nach der Niedersächsischen Landtagswahl vom 20. Januar 2013 auf Seiten von Bündnis 90/Die Grünen den Koalitionsvertrag mit der SPD aushandelte.

## Abgeordneter
Über Platz 6 der Landesliste Niedersachsen wurde er bei der Bundestagswahl 2009 erstmals in den Deutschen Bundestag gewählt. In seinem Wahlkreis Rotenburg I – Soltau-Fallingbostel belegte er mit 9.101 Erststimmen (7,6 %) den vierten Platz. Bei der Bundestagswahl 2013 zog er erneut über die Landesliste ein (Platz 4). In seinem Wahlkreis Hannover II belegte er mit 14.229 Erststimmen (10,2 %) den dritten Platz.
Seit dem 17. Bundestag ist er ordentliches Mitglied und Obmann im Haushaltsausschuss, ordentliches Mitglied im Unterausschuss zu Fragen der Europäischen Union sowie stellvertretendes Mitglied im Finanzausschuss und Europaausschuss. Seit 2013 ist er Sprecher der niedersächsischen Landesgruppe seiner Bundestagsfraktion und seit 2014 deren haushaltspolitischer Sprecher. Seit 2018 ist er stellvertretender Vorsitzender im Bundesfinanzierungsgremium und der deutsch-israelischen Parlamentariergruppe und seit dem 17. Februar 2022 ordentliches Mitglied des Vertrauensgremiums zur Billigung der Haushaltspläne der Nachrichtendienste des Bundes.
Im April 2024 gab Kindler bekannt, bei der Bundestagswahl 2025 nicht erneut kandidieren zu wollen.

### Politische Positionen
Kindler setzte sich im Bundestag von Beginn an für die Rechte queerer Menschen ein. Am 30. Juni 2017 stimmte er im Bundestag für die Ehe für alle.
Als Haushaltsexperte kritisierte er den ausgehandelten Kompromiss zum Klimapaket vom 20. September 2019 und zog folgendes Fazit: „Diese Bundesregierung hat völlig versagt bei der Menschheitsaufgabe Klimaschutz“, u. a. weil der Staat trotz zusätzlicher Investitionen in Höhe von 26 Milliarden „jedes Jahr 57 Milliarden für klimaschädliche Subventionen“ verfeuere.
Im November 2022 stimmte er als einer von neun Abgeordneten in der Grünen-Bundestagsfraktion gegen die Änderung des Atomgesetzes, das den Weiterbetrieb um vier Monate verlängerte.
Als einen seiner größten Erfolge bezeichnete Kindler das Boni- und Dividendenverbot für Großunternehmen bei der Strom- und Gaspreisbremse 2023. Als haushaltspolitischer Sprecher setzte er dieses Verbot zusammen mit seinen Ampel-Kollegen Rohde (SPD) und Fricke (FDP) gegen den Widerstand des Kanzlers Olaf Scholz und des damaligen Finanzministers Christian Lindner durch, was dem Staat Milliarden sparte.

## Weitere Funktionen
Seit 2010 ist Kindler Kuratoriumsmitglied im Institut Solidarische Moderne, das sich als Gegengewicht zum neoliberalen Politikdiskurs versteht. Von 2012 bis 2019 war er Vizepräsident der Deutsch-Israelischen Gesellschaft. Er arbeitet gemeinsam mit der Politikerin Ingrid Lange in dem Projekt „Jung und älter zusammen in der Politik.“ Kindler ist Mitglied im Bund der Pfadfinderinnen und Pfadfinder; er gehört dem Stamm Nujakin an.
Kindler ist Mitglied der überparteilichen Europa-Union Deutschland, die sich für ein föderales Europa und den europäischen Einigungsprozess einsetzt.
2019 hatte Kindler einen Aufruf der Organisation „Ende Gelände“ unterstützt, die seit 2024 vom Verfassungsschutz beobachtet wird.

## Privates
Kindler ist verheiratet und hat zwei Kinder. Er lebt in Hannover.